# Sébastien Chabbert
Sébastien Chabbert (Pau, 15 maggio 1978) è un ex calciatore francese, di ruolo portiere.

## Carriera

### Club

#### Inizi
Inizia nel 1996 la sua carriera calcistica in forza al Cannes, dove ci rimarrà fino al 1999, quando passa per prestito al Metz.

#### Lens
Nell'estate del 1999 passa a titolo definitivo al Lens. L'esordio in Ligue 1 e in questa stagione avviene il 4 maggio 2000 contro il Bordeaux, match vinto 2-1. Totalmente il suo primo anno al Lens termina giocando 2 partite, facendosi segnare un gol, lo stesso l'anno seguente, ma con 5 gol subiti. Il 12 dicembre 2002 viene convocato come riserva per il match di Coppa UEFA contro il Porto, dove non entra in campo. Il suo esordio in questa competizione avviene il 23 febbraio 2007, nel match vinto 1-0 contro l'Udinese, che non permette alla sua squadra la qualifica nella fase a girone per sconfitta all'andata di 3-0. Nella stessa stagione fa l'esordio in Coppa Intertoto, nel match vinto per 2-1 contro il Lech Poznań.

#### Amiens
Nell'estate del 2007 passa all'Amiens, squadra militante in Ligue 2. L'esordio arriva sin dalla prima giornata di campionato, contro il FC Gueugnon, match vinto 2-1. Quest'anno gioca 37 sulle 38 partite possibili in campionato, subendo 45 punti. L'anno seguente non entrò in campo neanche una volta.

#### RSC Charleroi
Nell'estate del 2009 passa al RSC Charleroi, squadra militante nella Jupiler Pro League. L'esordio con la squadra bulgara avviene il 2 aprile 2009, contro il Club Bruges, match perso 2-1.

#### AS Monaco
L'anno seguente passa all'AS Monaco, squadra militante in Ligue 1. L'esordio con i monegaschi avviene contro il Saint-Étienne (finito 1-1), entrando al 46º minuto del match. L'esordio da titolare avviene la giornata seguente, nel match pareggiato 1-1 contro il PSG.

## Statistiche

### Presenze e reti nei club
Statistiche aggiornate al 23 marzo 2014.
| Stagione             | Squadra              | Campionato           | Campionato | Campionato | Coppe nazionali | Coppe nazionali | Coppe nazionali | Coppe continentali | Coppe continentali | Coppe continentali | Altre coppe | Altre coppe | Altre coppe | Totale | Totale |
| Stagione             | Squadra              | Comp                 | Pres       | Reti       | Comp            | Pres            | Reti            | Comp               | Pres               | Reti               | Comp        | Pres        | Reti        | Pres   | Reti   |
| -------------------- | -------------------- | -------------------- | ---------- | ---------- | --------------- | --------------- | --------------- | ------------------ | ------------------ | ------------------ | ----------- | ----------- | ----------- | ------ | ------ |
| 1998-1999            | AS Cannes            | D2                   | 15         | -8         | -               | -               | -               | -                  | -                  | -                  | -           | -           | -           | 15     | -8     |
| Totale Cannes        | Totale Cannes        | Totale Cannes        | 15         | -8         |                 |                 |                 |                    |                    |                    |             |             |             | 15     | -8     |
| 1999-2000            | RC Lens              | D1                   | 2          | -1         | -               | -               | -               | -                  | -                  | -                  | -           | -           | -           | 2      | -1     |
| 2000-2001            | RC Lens              | D1                   | 2          | -5         | -               | -               | -               | -                  | -                  | -                  | -           | -           | -           | 2      | -5     |
| 2001-2002            | RC Lens              | L1                   | 0          | 0          | -               | -               | -               | -                  | -                  | -                  | -           | -           | -           | 0      | 0      |
| 2002-2003            | RC Lens              | L1                   | 0          | 0          | -               | -               | -               | -                  | -                  | -                  | -           | -           | -           | 0      | 0      |
| 2003-2004            | RC Lens              | L1                   | 3          | -6         | -               | -               | -               | -                  | -                  | -                  | -           | -           | -           | 3      | -6     |
| 2004-2005            | RC Lens              | L1                   | 0          | 0          | -               | -               | -               | -                  | -                  | -                  | -           | -           | -           | 0      | 0      |
| 2005-2006            | RC Lens              | L1                   | 2          | 0          | -               | -               | -               | CU                 | 1                  | 0                  | CI          | 1           | -1          | 4      | -1     |
| 2006-2007            | RC Lens              | L1                   | 0          | 0          | -               | -               | -               | CU                 | 2                  | -1                 | -           | -           | -           | 2      | -1     |
| Totale RC Lens       | Totale RC Lens       | Totale RC Lens       | 9          | -12        |                 |                 |                 |                    | 3                  | -1                 |             | 1           | -1          | 13     | -14    |
| 2007-2008            | Amiens               | L2                   | 37         | -45        | -               | -               | -               | -                  | -                  | -                  | -           | -           | -           | 37     | -45    |
| 2008-2009            | Amiens               | L2                   | 0          | 0          | -               | -               | -               | -                  | -                  | -                  | -           | -           | -           | 0      | 0      |
| Totale Amiens        | Totale Amiens        | Totale Amiens        | 37         | -45        |                 |                 |                 |                    |                    |                    |             |             |             | 37     | -45    |
| 2009-2010            | RSC Charleroi        | JPL                  | 19         | -27        | CB              | 1               | -5              | -                  | -                  | -                  | -           | -           | -           | 20     | -32    |
| Totale RSC Charleroi | Totale RSC Charleroi | Totale RSC Charleroi | 19         | -27        |                 | 1               | -5              |                    |                    |                    |             |             |             | 20     | -32    |
| 2010-2011            | AS Monaco            | L1                   | 6          | -7         | -               | -               | -               | -                  | -                  | -                  | -           | -           | -           | 6      | -7     |
| 2011-2012            | AS Monaco            | L2                   | 5          | -6         | CL              | 1               | -4              | -                  | -                  | -                  | -           | -           | -           | 6      | -10    |
| 2012-2013            | AS Monaco            | L2                   | 0          | 0          | -               | -               | -               | -                  | -                  | -                  | -           | -           | -           | 0      | 0      |
| 2013-2014            | AS Monaco            | L1                   | 0          | 0          | -               | -               | -               | -                  | -                  | -                  | -           | -           | -           | 0      | 0      |
| Totale AS Monaco     | Totale AS Monaco     | Totale AS Monaco     | 11         | -13        |                 | 1               | -4              |                    |                    |                    |             |             |             | 12     | -17    |
| Totale carriera      | Totale carriera      | Totale carriera      | 91         | -105       |                 | 2               | -9              |                    | 5                  | -6                 |             | 1           | -1          | 97     | -116   |

## Palmarès

### Competizioni nazionali
- Ligue 2: 1

Monaco: 2012-2013

### Competizioni internazionali
- Coppa Intertoto UEFA: 1

RC Lens: 2005